# Госпитальные суда типа «Комфорт»
Госпитальные суда типа «Комфорт» — тип госпитальных судов ВМС США времен Второй мировой войны. Было построено три судна: USS Comfort, USS Hope и USS Mercy. Все корабли были построены в 1943 году и выведены из эксплуатации в 1946 году.
Суда типа «Комфорт» имели экипажи ВМФ и армейский медицинский персонал. Все три корабля в течение трёх лет службы действовали исключительно на Тихоокеанском театре военных действий.